# ライテンブーフ
ライテンブーフ (ドイツ語: Raitenbuch) は、ドイツ連邦共和国バイエルン州ミッテルフランケン行政管区のヴァイセンブルク＝グンツェンハウゼン郡に属す町村（以下、本項では便宜上「町」と記述する）である。この町はネンスリンゲン行政共同体に加盟している。ライテンブーフは、本郡で最も人口密度が低い自治体であり、バイエルン州でも最も低い自治体の一つである。

## 地理

### 位置
この町は西ミッテルフランケン地方ヴァイセンブルク＝グンツェンハウゼン郡の東部、ニュルンベルクの南に位置している。ヴァイセンブルク・イン・バイエルンの東約 12 km にあたる。ライテンブーフは、中低山地フレンキシェ・アルプの一部であるヴァイセンブルガー・アルプの高台に位置している。南と東の町境はオーバーバイエルン行政管区に属すアイヒシュテット郡との郡境でもある。町域内をかつてのリーメスが通っている。この町はライテンブーフの森、ヴィルトハウ、ライテンブーヒャー・ホルツといった森が特徴である。町内には天然の水源はない。町内を流れる唯一の川が、シュヴァルツァハ川の支流アンラウター川である。この川はベヒタール地区を流れた後、ベヒタール池に注いでいる。ライテンブーフを州道2228号線が通っている。町域の南西部にラウベンブーフ自然保護区がある。町内の最高地点はホールビューゲル (587.3 m) である。

### 隣接する市町村
この町は、北はネンスリンゲン、北東はブルクザラハ、東はティッティング、南はポレンフェルトおよびシェルンフェルト、西はヴァイセンブルク・イン・バイエルンと境を接している。

### 自治体の構成
この町は4つのゲマインデタイル（小地区）からなる。
- ベヒタール
- ライテンブーフ
- ロイト・アム・ヴァルト
- ザンクト・エギーディ

## 歴史

### 自治体の形成まで
ライテンブーフはアイヒシュテット司教領に含まれ、したがって1500年からフランケン帝国クライスに属した。この司教領の守護管区は司教領の大部分とともに、1803年の帝国代表者会議主要決議に基づき、トスカーナ大公フェルディナント3世のアイヒシュテット侯領となった。1805年のプレスブルクの和約以後、この集落はフランケン地方の他の部分と同様にバイエルン王国領となった。1818年の自治体令により行政上の自治体が形成された。

### 町村合併
自治体再編に伴って、ベヒタールと、ザンクト・エギーディを含むロイト・アム・ヴァルトが1972年7月1日にライテンブーフに合併した。それまで自治体に属さない地域であったライテンブーフの森も廃止されてライテンブーフに編入された。

### 地区史

#### ライテンブーフ地区
この集落は867年に "Rehtinbooh" として初めて記録された。この地名は、「ブナの森の開墾地」あるいは「森の中の農場」を意味している。石器時代の墓が、太古の定住を示唆している。紀元前100年頃にはエルベ・ゲルマン族がこの地域に定住していた。紀元後80年にローマ人がリーメスを築き、ここを国境とした。その後アレマン人がローマ人を駆逐し、ブルグント族やジュトノジ族が一時期移住した。506年からフランク人農民がこの地方に計画的に入植するようになった。この集落に由来する名を持つ下級貴族が1333年に登場する。アイヒシュテット司教ヴィルヘルム・フォン・ライヒェナウが1469年にこの村と城を獲得した。彼は城に城壁と堀を巡らせた。この年にライテンブーフはアイヒシュテット司教の代官所および守護管区役場の所在地となった。三十年戦争で人口は50人にまで減少した。1649年にペストがこの集落を襲った。周辺に建立されたペスト十字がこれを示している。1792年にライテンブーフは暴力的にアイヒシュテット司教領から分離され、1806年まではプロイセン王国に、それ以後はバイエルン王国領に属した。
地方裁判所（当時は行政機関を兼ねた）が入居し、その後営林署の官僚宿舎となっていた城砦は18世紀に小振りな城館に改築され、現在も住居として使われている。教会は1000年頃に成立し、1900年頃に現在の教会堂がネオゴシック様式で建設された。「ライテンブーフの聖母」として知られる1470年に創られた聖母像をはじめとする価値の高い後期ゴシック様式の祭壇飾りが1811年に隣町のネンスリンゲンから競売で買い取られた。
1952年に水道が引かれ、1956/57年に下水施設が整備され、1959年から1962年に耕地整理が行われた。

#### ロイト・アム・ヴァルト
最も古い言及は、アイヒシュテット司教グンデカール2世が教会を聖別した史料のメモである。1486年に "Reuwt" の6つの農場がペヒタール城の課税対象となった。1600年にアイヒシュテット司教領は "Reith" に役所を置いた。聖パンタレオン教会の塔の下層部はロマネスク時代のものである。長堂と塔の上層部は17世紀から18世紀のものである。

#### ザンクト・エギーディ
この小集落は1452年に初めて文献に記録されている。礼拝堂と人里離れた家は、おそらくヴァイセンブルクの森に設けられた王の狩りの館を起源とし、その傍らに聖エギディウスに捧げられた礼拝堂があった。礼拝堂は三十年戦争で破壊され、1726年に再建された。

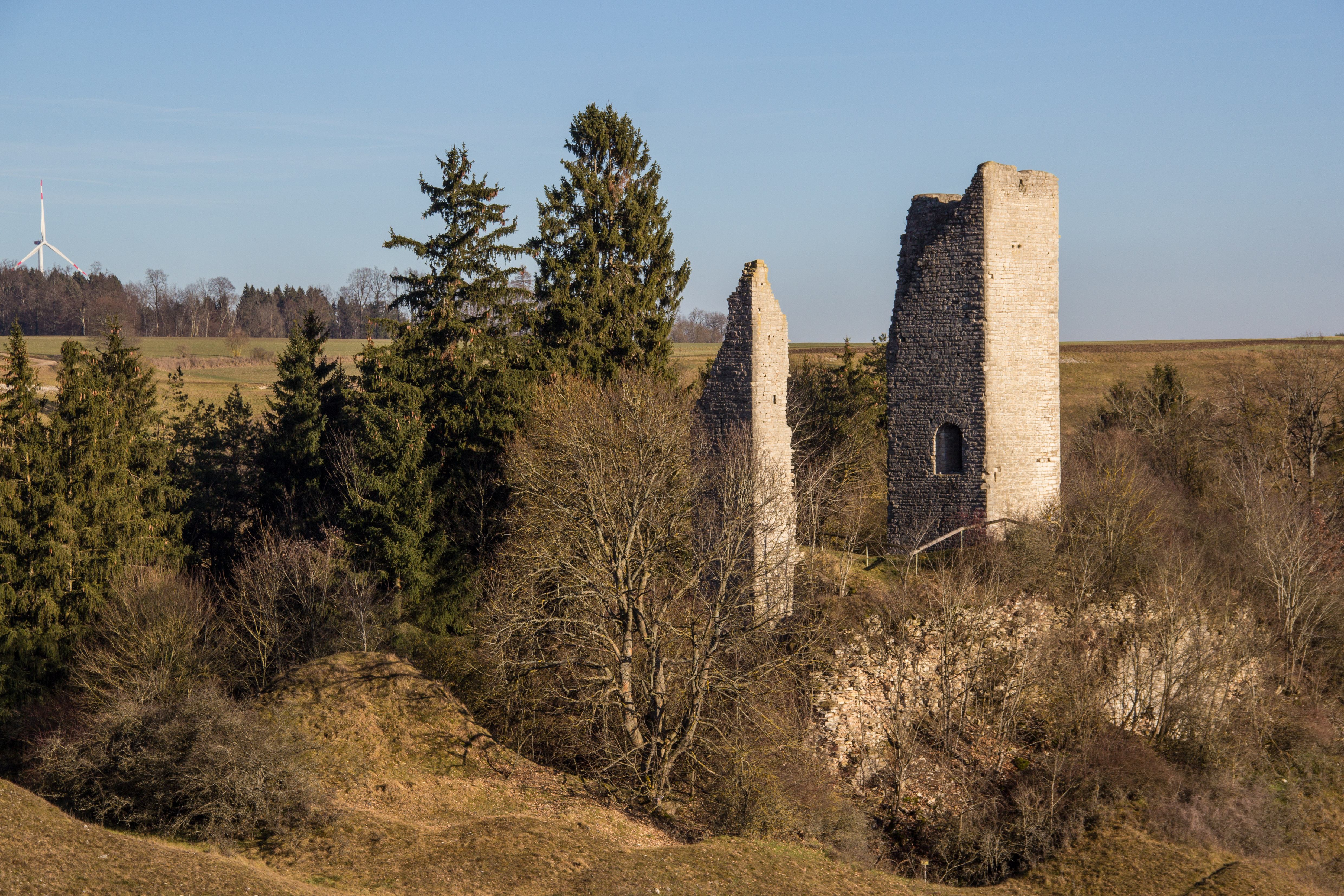
ベヒタール城址

#### ベヒタール
この城の最初の所有者は、アイヒシュテット司教のミニステリアーレで、1163年に初めて文献に記録されたペヒタール家 (Pechthal) であった。この家門は、14世紀にはすでに、この村の周辺を含む小領域の独立した領主となっていた。また離れた場所にも所領を有していた。城は15世紀から何度も所有者が入れ替わった。1554年から1557年まではアイヒシュテット司教領主が所有し、ティッティング＝ライテンブーフ守護管区役場として利用された。1633年にスウェーデンの司令官 Sperreuth の砲撃によってほぼ完全に破壊された。村と教会は焼き払われ、住民たちはヴェンゲン（現在はネンスリンゲンの一部）へ逃れた。高さ約 30 m のベルクフリートを持つ城趾は現在、ヴァイセンブルク＝グンツェンハウゼン郡の所有となっている。ベヒタールの聖マルガレータ支教会は12世紀に建設され、17世紀にバロック様式に改築された。この教会は2つの傑出した芸術作品を所有している。1525年に創られた壁龕と右の脇祭壇に祀られた後期ゴシック様式の聖母像である。

## 住民

### 人口推移
ライテンブーフの人口推移
- 1840年: 0784人
- 1871年: 0803人
- 1900年: 0847人
- 1925年: 0834人
- 1939年: 0824人
- 1950年: 1025人
- 1961年: 0891人
- 1970年: 0972人
- 1987年: 1011人
- 2011年: 1169人
- 2015年: 1206人
- 2020年: 1201人

## 行政

### 首長
首長は、2020年5月1日からヨアヒム・ヴェーゲラー (FWG Raitenbuch) が務めている。

### 議会
ライテンブーフの町議会は12議席からなる。

### 紋章
図柄: 向かって左上から右下に斜めに二分割。向かって右上は赤地に境界線から突き出した銀の司教杖、左下は銀地に斜めに配置された緑のブナの葉。

## 経済と社会資本

### 農業主体の経済
公式統計によれば、2020年にこの町で働く社会保険支払い義務のある就労者は93人、このうち製造業に従事する者は59人、商業および交通業分野にはいなかった。この町に住む社会保険支払い義務のある就労者は合計588人であった。また、2016年には35軒の農家があり、農業用地の面積は 1025 ha、このうち 836 ha が農耕地、189 ha が牧草地などの緑地であった。
ベヒタール川に1348年に造られたベルクミューレ（水車）の納屋では地元の製品が販売されており、パン屋が併設されている。

### 観光業
1976年にベヒタール城趾の近くに水浴地ベヒタール池が設けられた。城山の近くで湧出した水源の一つがこの池に注いでいる。池の面積は 1.03 ha、水深は最大 2.5 m である。水質は保健局が行っており、地元の漁師が魚の管理と施設の保守を行っている。2007年に池の衛生改修が行われた。池の近くには駐車場とテント場がある。
2012年に、かつてのグループシュヴァルト鉱山地区の周囲を巡る全長 3.5 km のグループシュヴェルト鉱業史跡学習路が設けられた。この学習路はアルトゥール・ローゼンバウアーの発案、尽力により造られた。

### エネルギー
2016年以降、ライテンブーフの森の中にバイエルン州最大の森の風力発電所がある。

### 教育
- 幼稚園 1園。2021年現在、定員62人に対して64人が在籍している[15]。

## 人物

### 出身者
- パトリック・カンマーバウアー（ドイツ語版、英語版）（1997年 - ）サッカー選手

## 関連図書
- “Raitenbuch”. Heimgarten. Beilage zur Eichstätter Volkszeitung – Eichstätter Kurier 21. (1950)
- Johann Kaspar Bundschuh (1801). “Raitenbuch”. Geographisches Statistisch-Topographisches Lexikon von Franken. Band 4: Ni–R. Ulm: Verlag der Stettinischen Buchhandlung. pp. 414–415 2022年5月6日閲覧。
- Bernhard Eder; Klaus Kreitmeir (2007-06-10), “Badeweiher mit Ritterromantik”, Kirchenzeitung für das Bistum Eichstätt (23):  p. 31
- Friedrich Eigler (2000). Die früh- und hochmittelalterliche Besiedlung des Altmühl-Rezat-Rednitz-Raums. München/Wien: Profil. pp. 254–268. ISBN 978-3-89019-488-2
- Landkreis Weißenburg-Gunzenhausen. Denkmäler in Bayern, V 70/1. München. (2000). pp. 549–564. ISBN 978-3-87490-581-7
- Marianne Peissner (1980). 1111 Jahre Raitenbuch mit Reuth am Wald, Bechthal, S[ank]t Egid und Umgebung : 867–1978. Weißenburg i.Bay
- Werner Somplatzki (1990). “Raitenbuch Pfarrkirche St. Blasius (kath.)”. Kirchen in Altmühlfranken. Treuchtlingen: Keller. pp. 65-. ISBN 978-3-924828-34-9
- Pleikard Joseph Stumpf (1853). “Raitenbuch”. Bayern: ein geographisch-statistisch-historisches Handbuch des Königreiches; für das bayerische Volk. München: Zweiter Theil. p. 720 2022年5月6日閲覧。